# KLF7
KLF7 (англ. Kruppel like factor 7) – білок, який кодується однойменним геном, розташованим у людей на короткому плечі 2-ї хромосоми.  Довжина поліпептидного ланцюга білка становить 302 амінокислот, а молекулярна маса — 33 362.
| 10         |  | 20         |  | 30         |  | 40         |  | 50         |
| ---------- |  | ---------- |  | ---------- |  | ---------- |  | ---------- |
| MDVLASYSIF |  | QELQLVHDTG |  | YFSALPSLEE |  | TWQQTCLELE |  | RYLQTEPRRI |
| SETFGEDLDC |  | FLHASPPPCI |  | EESFRRLDPL |  | LLPVEAAICE |  | KSSAVDILLS |
| RDKLLSETCL |  | SLQPASSSLD |  | SYTAVNQAQL |  | NAVTSLTPPS |  | SPELSRHLVK |
| TSQTLSAVDG |  | TVTLKLVAKK |  | AALSSVKVGG |  | VATAAAAVTA |  | AGAVKSGQSD |
| SDQGGLGAEA |  | CPENKKRVHR |  | CQFNGCRKVY |  | TKSSHLKAHQ |  | RTHTGEKPYK |
| CSWEGCEWRF |  | ARSDELTRHY |  | RKHTGAKPFK |  | CNHCDRCFSR |  | SDHLALHMKR |
| HI         |  |            |  |            |  |            |  |            |

A: Аланін

C: Цистеїн

D: Аспарагінова кислота

E: Глутамінова кислота

F: Фенілаланін

G: Гліцин

H: Гістидин

I: Ізолейцин

K: Лізин

L: Лейцин

M: Метіонін

N: Аспарагін

P: Пролін

Q: Глутамін

R: Аргінін

S: Серин

T: Треонін

V: Валін

W: Триптофан

Кодований геном білок за функцією належить до активаторів. 
Задіяний у таких біологічних процесах як транскрипція, регуляція транскрипції, альтернативний сплайсинг. 
Білок має сайт для зв'язування з іонами металів, іоном цинку, ДНК. 
Локалізований у ядрі.